# Куткір
Ку́ткір — село в Україні, у Золочівському районі Львівської області (до 17 липня 2020 року — Буський район). Населення становить 963 особи.

## Географія
Село Куткір розташоване на куті, що утворився правим берегом річки Полтви та її притокою — річкою Ставчина. Відстань до обласного центру становить 49 км. Біля села розташований зупинний пункт Львівської залізниці Куткір. Відстань до найближчої залізничної станції Красне — 5 км.

## Історія
Вперше згадується в документах з 1475 року. З 1585 року село було у посіданні шляхтичів Лончинських. Жидачівський хорунжий Єжи Антоній Лончинський 1727 р. отримав привілей короля Августа III на заснування на ґрунтах свого села Куткора у Львівській землі нового містечка Маріянова (на честь Діви Марії) на магдебурзькому праві, а також дозвіл на річні ярмарки й торги та інше. Лончинський розпочав планомірне будівництво нового містечка з ринковою площею. Завдяки вигідному розташуванню на торговельному шляху з Волині до Львова містечко швидко розбудовувалось, стало важливим осередком ремесел і торгівлі.
1753 року в Куткорі поселилися монахи-капуцини за сприяння львівського латинського архієпископа Миколая Вижицького на місті старого дерев'яного костелу було збудовано новий цегляний, обведений муром. У 1788—1838 в селі діяла папірня, що випускала якісний папір, зокрема рисувальний, який мав великий попит у Галичині. 1798 року продукція папірні досягла 1000 стіл рисувального і 2000 стіл пакувального паперу. Для маркування паперу власник Куткора генерал Ю. Лончинський використовував свої ініціали й герб. Інвентар від 21 жовтня 1838 р. — це остання згадка про Куткірську папірню. За переказами папірня згоріла.
1800 року маєток належав графові Ю. Лончинському, який мав 450 морґів землі, 114 морґів лук і городів, 111 морґів пасовищ та 764 морґи лісу.
Для селян припало 498 морґів орної землі, 305 морґів лук і городів та 24 морґи пасовищ. За переписом 1880 року у Куткорі проживало 739 жителів, у панському маєтку — 80 чоловік. Серед жителів Куткора 2/3 населення становили українці і 1/3 поляки.
Наприкінці XVIII—XIX століть у Куткорі була фабрика стрілецького пороху, що належала урядові. Наприкінці XVIII століття було відоме виробництво шовкових поясів з написом «Куткір».
Тут функціонували млин, фабрика крохмалю, відома цегельня, хмілярня, олійня, молочарня, бійня худоби, пекарня, п'ять крамниць, кінна пожежна. Також була побудована дерев'яна греко-католицька церква, цегляна школа, читальня (НД).

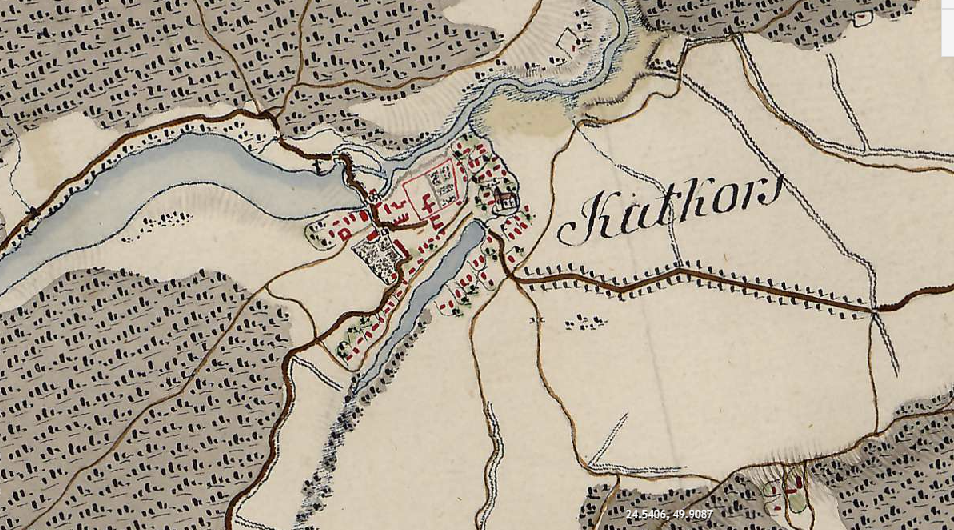
Куткір на австрійській мапі XVIII століття. Вигляд на старе «місто», монастир та мури монастиря, першу липову алею

Графський маєток і замок був розміщений на правому березі річки Полтва, поруч із мостом через річку й недалеко від лісу. Від замку аж до лісу графинею було посаджено липову алею, як пам'ять про смерть сина, що сталася внаслідок дуелі між сином графині й коханцем його дружини біля лісу на «Корчунку». Тепер ця алея належить до пам'яток природи.
Розвиток і забудова містечка Маріянова припинилася зі смертю графа Лончинського. Надалі Куткір залишився селом. У 1836 році графиня Лончинська продала Куткір Ю. Вербицькому. Також цього року була проведена земельна реформа за якою було скасовано кріпацтво. На честь цієї дати громадою села було встановлено кам'яний хрест біля дороги, що відділяє село від графського маєтку. Хрест зберігся до нинішніх днів як пам'ятка історії. Граф дав в оренду частину лісу селянам, а на орних землях поселилися польські колоністи. І так виник на лівому березі річки Полтва, на північний захід від Куткора, хутір Марушка-Біла. А на протилежному боці села, під лісом, виник другий хутір Винна. У 1896—1927 роках землі села Куткір придбав та опікувався ними пан Констянтин Козловський, українець за походженням.
1920 року біля села відбувалися запеклі бої під час польсько-радянської війни. Тоді Перша Кінна увійшла в село на чолі з Семеном Будьонним, який виступив на мітингу з балкону Народного дому «Просвіта».
Під час Другої світової війни воювало 20 жителів села, 11 з яких загинуло.
За підпільну боротьбу проти Радянської влади було вивезено до Сибіру 12 сімей, сиділо в тюрмах 19 чоловік, серед яких 3-х було закатовано насмерть.
1949 року в селі створено колгосп, за яким було закріплено 2261 га землі, у тому числі 1687 га орної.
1950 року створено партійну організацію, у яку входило 27 комуністів та 42 члени ВЛКСМ.
11 березня 1990 року в селі створено осередок Народного руху України, який нараховував 23 особи. 1991 року — громадою висипана символічна могила борцям за вільну Україну, відремонтовано Народний дім «Просвіта», а також створювались творчі колективи.

## Населення

### Мова
Розподіл населення за рідною мовою за даними перепису 2001 року:
| Мова       | Кількість | Відсоток |
| ---------- | --------- | -------- |
| українська | 953       | 98.96%   |
| російська  | 9         | 0.93%    |
| польська   | 1         | 0.11%    |
| Усього     | 963       | 100%     |

## Освіта
Наприкінці XIX століття в Куткорі існувала дерев'яна трикласна школа, що згодом згоріла. Нову шестикласну польську школу почали зводити з каменю у 1908 році. Саме у цій школі навчалася художниця Софія Караффа-Корбут — найвидатніша уродженка села. ЇЇ могила знаходиться на сільському цвинтарі.
Одночасно збудований дім «Просвіта», що зберігся донині і функціонує як народний дім. За радянських часів діяла спочатку семирічна, потім восьмирічна школа. Сучасна школа, яку відкрили 19 січня 2007 року, — це реконструкція столітньої з добудовою на два поверхи.

## Пам'ятки
- Дерев'яна церква Преображення Господнього (1833 р.)
- Руїни костелу Матері Божої Сніжної (XVIII століття)
- Алея вікових лип

## Відомі особи

### Уродженці
- Ян Непомуцен Камінський (1777–1855) — польський актор, режисер і драматург.
- Роман Андрійович Гурний (1936—1998) — учасник українського національно-визвольного руху. Похований у рідному селі.

### Проживали
- Софія Караффа-Корбут (23 серпня 1924 — 29 листопада 1996)  — український графік.

### Дідичі
- Миколай Лончинський
- Юзеф Лончинський — комендант Кодака[4]